# Malmö Ångbåts AB
Malmö Ångbåts AB var ett svenskt rederi, som var verksamt i Malmö 1835—1875 och efterträddes av  Malmö Nya ångbåts AB, verksamt 1876–1924.
Bolaget bildades 1835 och beställde samma år en hjulångare av Karlshamns skeppsvarv. Fartyget, som var en hjulångarskonert, levererades 1838, döptes till Malmö och sattes i linjetrafik Malmö-Köpenhamn-Lübeck. År 1847 inköpte rederiet även den då tre år gamla danska hjulångaren Isefjord, som döptes om till Freja och sattes in på lustturer till Köpenhamn och längs skånekusten. År 1848 inköptes järnhjulångsskonerten L'Aigle från Norrköping, döptes om till Öresund och sattes in på linjen Malmö-Köpenhamn-Helsingör-Helsingborg. Rederiet fick därefter problem med ekonomin och sålde januari 1849 Freja till Västkusten. Dessutom såldes sommaren samma år Öresund. Bolaget uppehöll trafiken med den nu ganska ålderstigna Malmö fram till 1858, då hon ersattes av den vid Lindholmens verkstad byggda L.J. Bager. Ångpannan och ångmaskinen i Malmö demonterades och monterades i det nybyggda fartyget, varefter det äldre fartyget skrotades. L.J. Bager fortsatte på traden Malmö-Köpenhamn-Lübeck. 
År 1859 införskaffades också hjulångaren Ystad från Motala Verkstad, vilken sattes in på den längre linjen Kristiania-Göteborg-Hallandskusten-Malmö-Ystad-Stettin. Konkurrens uppstod då med Hallands Ångbåtsaktiebolag, vilket ledde till att företagen inledde samtrafik. År 1871 köpte bolagen tillsammans det tidigare finländska kustfartyget Amiral von Platen, som döptes om till Svanen och sattes in på trafik Malmö-Köpenhamn-Lübeck. Svanen visade sig dock vara för liten för uppgiften, varför hon byggdes om genom att förlängas. År 1872 såldes Ystad till Norge.
År 1875 inträffade en katastrof för bolaget, när det oförsäkrade L.J. Bager fattade eld på en tur från Köpenhamn och sjönk, varvid 31 personer omkom. Haveriet ledde till att Malmö Ångbåts AB upplöstes.

## Malmö Nya Ångbåts AB
Ur spillrorna av Malmö Ångbåts AB bildades våren 1876 Malmö Nya Ångbåts AB. Bolaget inköpte fartyget Orion, som sattes i trafik på linjen Göteborg-Hallandskusten-Malmö-Lübeck. Fartyget var dock gammalt och behövde rustas upp, vilket dröjde till 1884. År 1894 införskaffades — tillsammans med Hallands Ångbåtsaktiebolag — linjeångaren Lübeck, med Malmö Nya Ångbåts AB som ägare till 25 %. År 1898 såldes Orion och i stället byggdes 1897 det nya ångfartyget Malmö i Lübeck. Slutet för bolaget blev när Malmö nattetid den 28 januari 1920, lastad med styckegods, i närheten av Rättarens fyr utanför Vrångö i Göteborgs södra skärgård gjorde en skarp kursändring och råkade ut för en överhalning och fick slagsida. Kaptenen lät dumpa lasten, men hård vind gjorde att slagsidan förvärrades,  och skönk efter det att fartyget övergivits. Malmö bärgades, men under de dåliga konjunkturerna blev förlisningen en katastrof för malmöbolaget. Malmö överläts på Hallands Ångbåtsaktiebolag mot att detts löste ut Malmöbolagets skulder, så att det kunde träda i likvidation. Dess sista bolagsstämma hölls 28 januari 1924.